# Ludwik Bielerzewski
Ludwik Bielerzewski (ur. 12 sierpnia 1905 w Dubinie, zm. 10 sierpnia 1999 w Poznaniu) – polski prezbiter katolicki, więzień obozów koncentracyjnych Mathausen-Gusen i Dachau, o których pozostawił wspomnienia, dyrektor Księgarni św. Wojciecha w Poznaniu.

## Życiorys
Święcenia kapłańskie otrzymał w 1930 po ukończeniu Arcybiskupiego Seminarium Duchownego w Poznaniu. W 1938 r. arcybiskup poznański kardynał August Hlond ustanowił go proboszczem w parafii św. Jana Bosko w Luboniu k. Poznania po zamordowaniu proboszcza ks. Stanisława Streicha.
Jako kapelan Armii Poznań uczestniczył w bitwie nad Bzurą. Aresztowany przez Gestapo w styczniu 1940, w sierpniu tego roku znalazł się w obozie koncentracyjnym Gusen. Swoje przeżycia z Gusen oraz Dachau, gdzie przewieziono go później, opisał w pamiętniku po wojnie, świadkowie mówili później o jego odwadze i zaangażowaniu w pomoc innym więźniom. Większość czasu spędził w Gusen, gdzie przez długi czas był jedynym księdzem. Po wyzwoleniu z obozu w 1945 r. do wyjazdu do Polski w drugiej połowie 1946 kierował placówką duszpasterską w Ośrodku Polskim w Ansbach w Bawarii oraz, o czym pisał w swoim pamiętniku, polskim gimnazjum im. Adama Mickiewicza w Niemczech.
Po powrocie do kraju w 1946 r. był przez 6 lat proboszczem w Brodach, po czym metropolita poznański abp Walenty Dymek powierzył mu zadanie odbudowy zniszczonego przez wojnę kościoła św. Michała Archanioła w Poznaniu, gdzie był proboszczem w latach 1952–1977.
Od 1963 do 1981 roku był dyrektorem Księgarni św. Wojciecha w Poznaniu, gdzie odbudował drukarnię. Abp Marian Przykucki, który był przewodniczącym Rady Nadzorczej KSW do 1981, uważał, iż wykazał się na tym stanowisku zarówno kompetencją, jak i odwagą w trudnych czasach. Zmarł 10 sierpnia 1999 i został pochowany na Cmentarzu Junikowskim w Poznaniu.